# Tarrasmauer

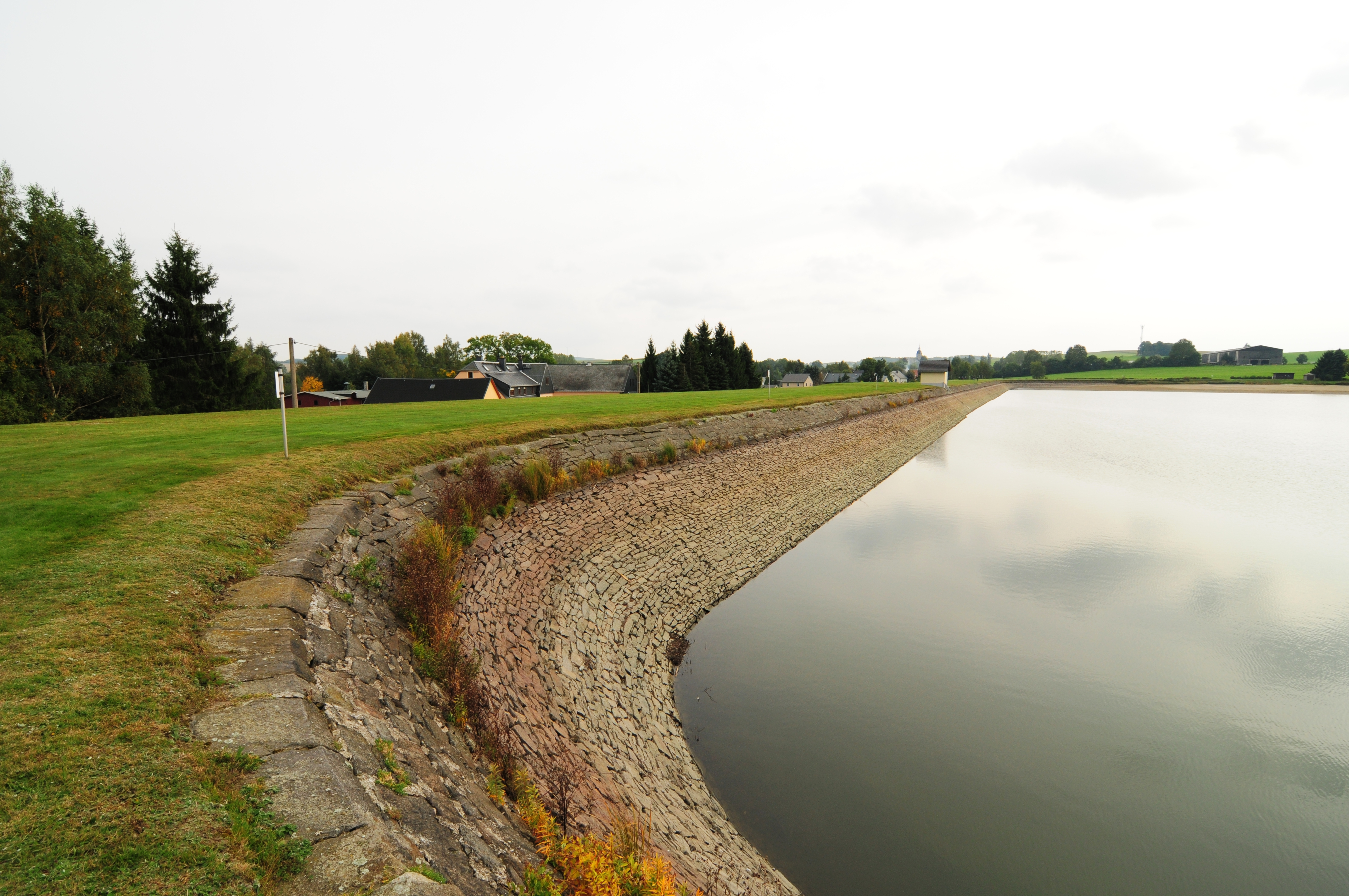
Staumauer des Mittleren Großhartmannsdorfer Teiches

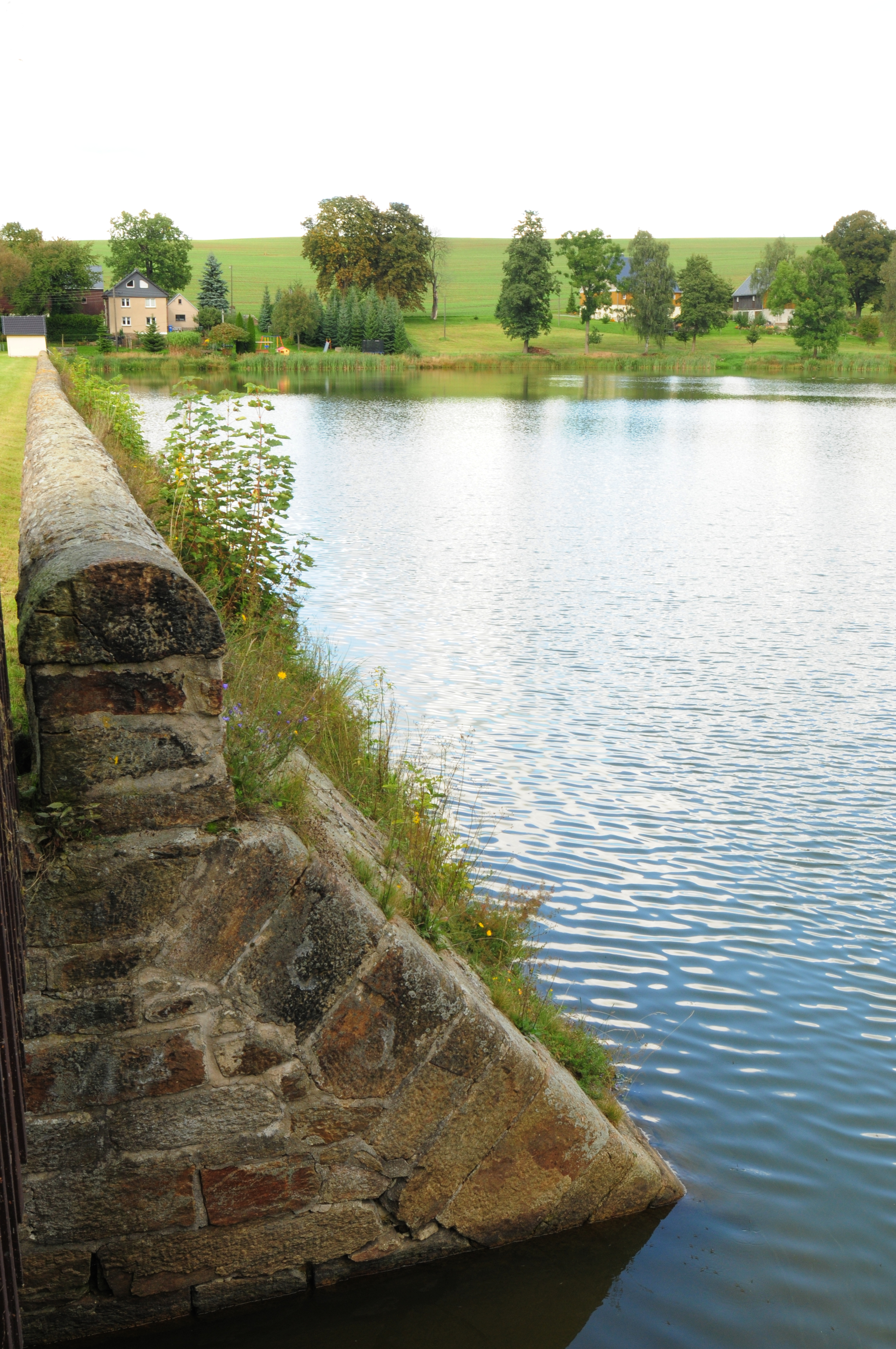
Staudamm und Abfluss des Obersaidaer Teichs

Die Tarrasmauer (auch Terrasmauer, Terrassenmauer) bezeichnet im Wasserbau die wasserseitig auf den Staudamm aufgebrachte Schicht, um diesen gegen Zerstörung durch Wellenschlag zu schützen. Sie wird aus Mauerwerk errichtet und ist häufig etwas nach innen gekrümmt. Beispiele dafür sind die Kunstteiche der Revierwasserlaufanstalt Freiberg.